# イーゴリ・チュディノフ

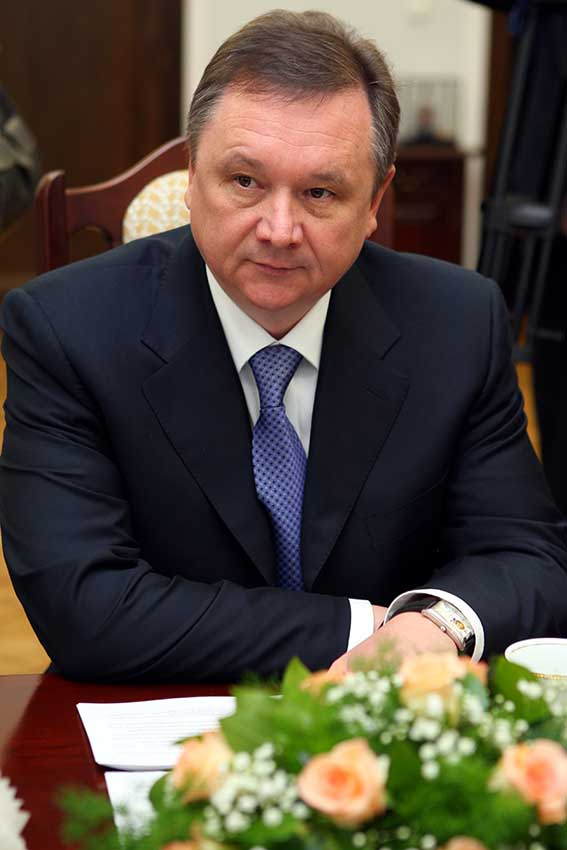
イーゴリ・チュディノフ

イーゴリ・チュディノフ（ロシア語: Игорь Витальевич Чудинов、1961年8月21日 - ）は、キルギス共和国の政治家。元首相。

## 経歴
フルンゼ出身。ロシア人。1983年、数学専攻でキルギス国立大学を卒業。大学卒業後、ソ連50周年名称フルンゼ・コンピュータ工場のプログラマーとして働く。
- 1986年～1988年 – フルンゼ・コンピュータ工場コムソモール委員会書記
- 1988年～1990年 – キルギス・コムソモール・オクチャブリスキー地区委員会第一書記
- 1990年 – キルギス・コムソモール中央委員会第二書記
- 1990年～1991年 – ソ連コムソモール中央委員会局員、経済委員会委員長。
- 1991年～1992年 – 国際ビジネス学校聴講生
- 1994年～2005年 – ビジネスマン
- 2005年4月～2007年2月 - 株式会社「キルギスガス」社長
- 2007年2月8日～ - 工業・エネルギー・燃料資源相

2007年12月24日～2009年10月21日、首相。
2010年8月10日、職務上の地位の濫用と国家融資の不正利用の嫌疑で、キルギス国家保安庁により逮捕。